# Mugu
Mugu (kinesiska: 木古乡, 木古) är en socken i Kina. Den ligger i provinsen Sichuan, i den sydvästra delen av landet, omkring 510 kilometer söder om provinshuvudstaden Chengdu. Antalet invånare är 9 091. Befolkningen består av 4 256 kvinnor och 4 835 män. Barn under 15 år utgör 19,0 %, vuxna 15-64 år 69 %, och äldre över 65 år 10,0 %.
Genomsnittlig årsnederbörd är 1 003 millimeter. Den regnigaste månaden är juli, med i genomsnitt 267 mm nederbörd, och den torraste är januari, med 4 mm nederbörd.